# Inspecteur Poisson
Inspecteur Poisson (Fish Police) est une série télévisée d'animation américaine en six épisodes de 30 minutes réalisée par Jeanne Romano d'après une bande dessinée de Steve Moncuse, produite par Hanna-Barbera, et dont seuls trois épisodes ont été diffusés aux États-Unis du 28 février au 13 mars 1992 sur le réseau CBS.
En France, la série est diffusée en août 1993 (sous son titre américain) sur Canal+ dans l'émission Décode pas Bunny puis le 28 octobre 1996 sur France 3 dans Les Minikeums (avec le titre francisé) où les 6 épisodes seront diffusés plusieurs fois jusqu'au 22 juillet 1999.

## Synopsis
Au fin fond des mers, l'inspecteur Gil ne manque jamais d'élucider les mystères troublant la vie de Poisson City.

## Distribution
- John Ritter (VF : Bernard Lanneau) : Inspecteur Gil
- JoBeth Williams (VF : Véronique Augereau) : Angel Jones
- Edward Asner (VF : Michel Modo) : Commissaire Abalone
- Héctor Elizondo (VF : Philippe Peythieu) : Don Calamari
- Buddy Hackett (VF : Mario Santini) : Crabby
- Georgia Brown (VF : Paule Emanuele) : Goldie
- Megan Mullally (VF : Barbara Tissier) : Pearl
- Charlie Schlatter (VF : Daniel Lafourcade) : Tétard
- Tim Curry (VF : Mario Santini) : Requinsky
- Robert Guillaume (VF : Philippe Peythieu) : Inspecteur Poisson-Chat
- Frank Welker (VF : Gérard Rinaldi) : Moule Marinière
- Jonathan Winters : Maire Cod
- Phil Hartman (VF : Richard Darbois) : Inspecteur Bass

## Épisodes
1. Un joli coup de filet (The Shell Game)
2. Comment noyer le poisson (A Fish Out of Water)
3. Miss Poisson City (Beauty Is Only Fin Deep)
4. Calmarléone dit le Parrain (The Codfather)
5. Un poisson peut en cacher un autre (The Two Gils)
6. Le Bal de charité (No Way to Treat a Fillet-dy)